# 3121 Tamines
3121 Tamines (1981 EV) là một tiểu hành tinh vành đai chính được phát hiện ngày 2 tháng 3 năm 1981 bởi H. Debehogne ở La Silla.